# Farkas Albert
Farkas Albert (Szilágysomlyó, 1842. augusztus 1. – Budapest, 1915. október 9.) újságíró, író, műfordító, közíró.

## Életpályája
Iskoláit a kolozsvári unitárius kollégiumban végezte el. A jogi egyetemet Pesten járta ki. A Magyar Szó munkatársa lett. 1862-ben a Hon külföldi rovatvezetője volt. 1865-ben a Magyarország és a Nagyvilág című lap szerkesztőségi tagja lett. 1867–1868 között a Magyar Zsidó című hetilap alapító-szerkesztője volt. 1871-ben az Omnibus című napilapot szerkesztette és több folyóirat munkatársa volt. 1873–1886 között tollnok volt a VII. kerületi elöljáróságnál. 1886-ban nyugdíjba ment.

### Munkássága
Farkasok című költői elbeszélését a Magyar Tudományos Akadémia dicséretben részesítette. Jean Racine Phaedráját és Christoph Martin Wieland Abderiták című művét magyarra fordította. Magyar költőnők műveiből állította össze a Nemzeti hárfa című antológiát (1862). Nagy része volt a zsidó emancipációs mozgalomban, szervezte országszerte az ortodox zsidóságot s munkájának eredménye, hogy az országgyűlés törvénybe iktatta, hogy a kongresszusi szabályok az ortodoxokra nem kötelezők; ezek külön szervezetet képeznek. A szervezeti szabályzatokat kidolgozta az ortodoxia részére s az országos bizottságot is megalakította. Fontos tagja volt annak a kivitelében, hogy az ortodox-iroda a magyar nyelv használatát a hivatalos érintkezésben keresztül vitte. Ő létesítette a budapesti ortodox hitközséget is, melynek titkára lett.

## Művei
- Az orosz interventió Magyarországon. Diplomatiai okmányokkal bővítve. Teleki László gróf után németből fordította (Pest, 1861)
- Nápolyi Johanna (dráma, bemutatta a Nemzeti Színház, 1862)
- Nemzeti hárfa. Magyar költőnők műveiből összeállítva (1862)
- Országgyűlési Emlékkönyv 1866-ra (1866-1867, Hajnik Károllyal együtt)
- Deák adomák (1870)
- Tolla Feraldi (regény, About Edmund után fordította; Pest, 1872)
- Racine szinművei II. Phaedra, szomorújáték 5 felv. ford. Kiadja a Kisfaludy-társaság (Pest, 1872)
- Az Abderiták. Wieland után fordította (Budapest, 1884)